# Shennongjia
Shennongjia (神农架林区 Shénnóngjià línqū) ist ein Waldgebiet im Nordwesten der chinesischen Provinz Hubei. Das Waldgebiet ist eine Verwaltungseinheit auf Kreisebene, die direkt der Provinzregierung unterstellt ist. Shennongjia hat eine Fläche von 3.253 km² und 76.140 Einwohner (Stand: Zensus 2010). Die Bevölkerung setzt sich aus 95 % Han, 4,5 % Tujia und 0,5 % Zhuang, Miao, Hui und anderen zusammen. Shennongjia liegt an der Grenze Hubeis zur Regierungsunmittelbaren Stadt Chongqing; im Westen grenzt es an dessen Kreise Wushan und Wuxi. Im Norden grenzt Shennongjia an die Kreise Zhushan und Fang der Stadt Shiyan, im Osten an den Kreis Baokang der Stadt Xiangyang und im Süden an die Kreise Xingshan (Stadt Yichang) und Badong (Autonomer Bezirk Enshi).

## Geschichte

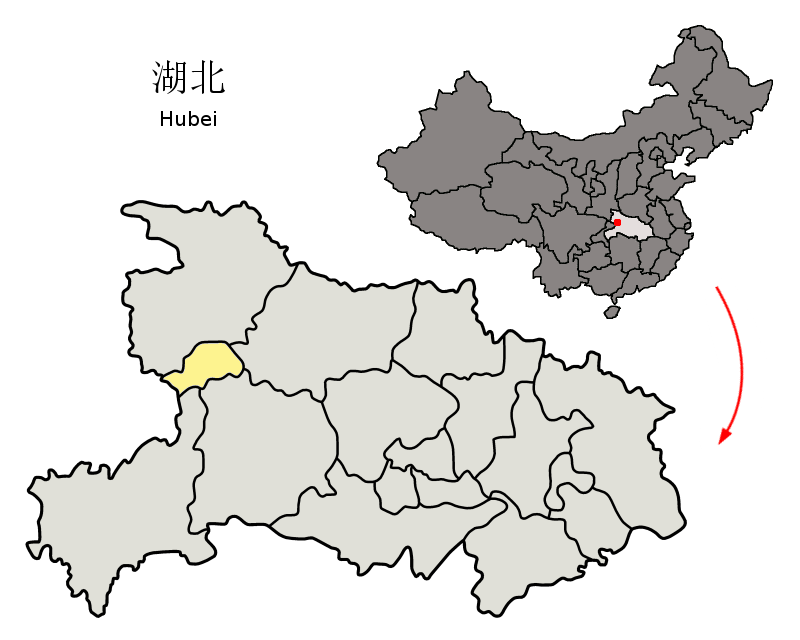
Lage Shennongjias in Hubei

Das Waldgebiet wurde 1970 gegründet, indem man Gebiete aus den Kreisen Fang, Xingshan und Badong heraustrennte und zu Shennongjia vereinigte. Der Name geht auf die zahlreichen Sagen zurück, in denen es heißt, an diesem Ort habe sich immer wieder Shennong, einer der Drei Erhabenen, gezeigt und Heilkräuter für seine pharmakologischen Selbstversuche gesammelt.

## Geographie
Shennongjia ist ein Berg- und Waldgebiet, das von mehreren Gebirgszügen, u. a. den Qinling-, Wudang-, Wu-Shan-, Jingshan- und Shennongjia-Bergen (神农架山脉) durchzogen wird. Letztere bilden den östlichen Ausläufer der Daba-Berge. 85 % der Fläche Shennongjias sind Gebirge und Bergland, 69,5 % sind von Wald bedeckt. Höchster Punkt ist der Berg Shennong Ding mit 3105,4 m, der tiefste Punkt liegt am Fluss Shizhu He (石柱河) mit 398 m. Insgesamt liegen 84 % der Fläche Shennongjias auf Höhen über 1200 m; sechs Berge haben Gipfelhöhen über 3000 m, der Kleine Shennongjia (小神农架), der Große Shennongjia (大神农架), der Shennong Ding (神农顶), der Jinhou Ling (金猴岭), der Shanmu Jian (杉木尖) und der Da Wokeng (大窝坑). Am Großen und Kleinen Shennongjia entspringt der Shennong Xi, der nach 60 km im Autonomen Bezirk Enshi in den Jangtsekiang mündet.

## Administrative Gliederung

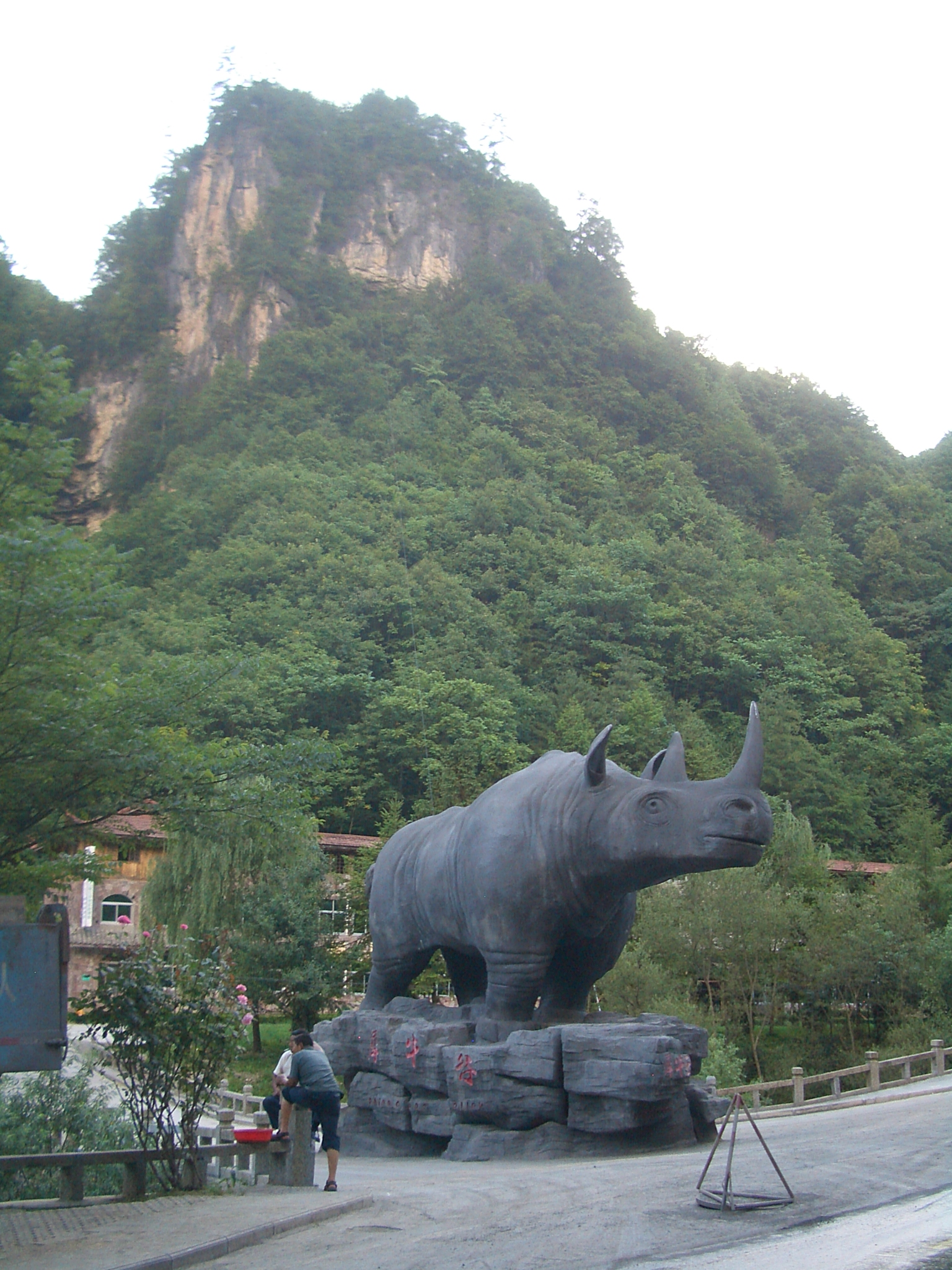
Stadt Hongping

Ursprünglich bestand Shennongjia auf Gemeindeebene aus 21 Gemeinden und Großgemeinden. Nach der Verwaltungsreform vom 31. Dezember 2004 setzt es sich heute aus vier Großgemeinden, drei Gemeinden und einer Nationalitätengemeinde zusammen. Diese sind:
- Großgemeinde Songbai (松柏镇), 328 km², 26.750 Einwohner, Hauptort, Sitz der Waldgebiets-Regierung;
- Großgemeinde Yangri (阳日镇), 253 km², 10.900 Einwohner;
- Großgemeinde Hongping (红坪镇), 765 km², 6.750 Einwohner;
- Großgemeinde Muyu (木鱼镇), 451 km², 11.600 Einwohner;
- Gemeinde Xinhua (新华乡), 276 km², 3.950 Einwohner;
- Gemeinde Songluo (宋洛乡), 629 km², 7.800 Einwohner;
- Gemeinde Jiuhu (九湖乡), 339 km², 4.750 Einwohner;
- Gemeinde Xiaguping der Tujia (下谷坪土家族乡), 212 km², 6.450 Einwohner;

## Ethnische Gliederung der Bevölkerung Shennongjias (2000)
Beim Zensus im Jahr 2000 wurden in Shennongjia 78.242 Einwohner gezählt.
| Name des Volkes | Einwohner | Anteil  |
| --------------- | --------- | ------- |
| Han             | 73.356    | 93,76 % |
| Tujia           | 4.758     | 6,08 %  |
| Hui             | 103       | 0,13 %  |
| Sonstige        | 25        | 0,03 %  |

## „Wilde Menschen“
Seit Jahrhunderten und bis heute immer wieder erneut, werden aus Shennongjia Erzählungen, Sagen und (vermeintliche) Augenzeugenberichte über Begegnungen mit anthropomorphen Wesen, den sogenannten Yeren (野人)(Chinesisch für "Wilder Mann"), bekannt. Der Überlieferungskomplex ähnelt weitgehend den Berichten von Schneemenschen aus Tibet. So verwundert es nicht, dass Shennongjia heute auch zu einem „Wallfahrtsort“ von Kryptozoologen aus China und teilweise auch aus dem Ausland geworden ist.

## Weltnaturerbe
Zwei Bereiche des Shennongjia-Waldgebiets, Shennongding und Laojunshan, wurden 2016 aufgrund eines Beschlusses der 40. Sitzung des Welterbekomitees als Naturerbestätte in die Liste des UNESCO-Welterbes eingetragen. Die Eintragung erfolgte aufgrund der Kriterien (ii) und (iv).
Die Welterbestätte besteht aus zwei voneinander getrennten Arealen mit einer Gesamtfläche von 73.318 ha, die von einer gemeinsamen Pufferzone mit einer Fläche von 41.536 ha umgeben sind. Das größere, westlich gelegene Teilgebiet Shennongding/Badong (Lage) hat eine Fläche von 62.851 ha, das kleinere, östlich gelegene Gebiet Laojunshan (Lage) eine Fläche von 10.467 ha.
Das Schutzgebiet umfasst die größten Primärwälder, die in Zentralchina verbleiben, und bietet Lebensraum für viele seltene Tierarten, wie den Chinesischen Riesensalamander (Andrias davidianus), die Goldstumpfnase (Rhinopithecus roxellana), den Nebelparder (Neofelis nebulosa), den Leopard (Panthera pardus) und den Asiatischen Schwarzbär (Ursus thibetanus).